# تينجوب
تينجوب مستوطنة في بلدية تبلبالة بولاية بني عباس بالجزائر الواقعة على الحدود بين الجزائر والمغرب.

## تاريخ
احتل المغرب تينجوب خلال حروب الرمال عام 1963.